# Paul Bloom
Paul Bloom (Montreal, 24 de diciembre de 1963) es un psicólogo canadiense-estadounidense. Es profesor de psicología y ciencia cognitiva en la Universidad de Yale. Su investigación explora cómo los niños y adultos entienden el mundo físico y social, con especial énfasis en la moralidad.

## Primeros años y educación
Bloom nació en una familia judía en Montreal, Quebec. Como estudiante universitario asistió a la Universidad McGill, donde obtuvo una licenciatura en psicología (con honores de primera clase) en 1985. Luego asistió a la escuela de posgrado en el Instituto de Tecnología de Massachusetts, donde obtuvo un doctorado en psicología cognitiva en 1990.

## Carrera
De 1990 a 1999, enseñó psicología y ciencias cognitivas en la Universidad de Arizona. Desde 1999, es profesor de psicología y ciencia cognitiva en la Universidad de Yale. Desde 2003, Bloom se ha desempeñado como coeditor en jefe de la revista académica Behavioral and Brain Sciences.
En 2017, recibió el Premio de Investigación Klaus J. Jacobs de 1 millón de dólares por sus investigaciones sobre cómo los niños desarrollan un sentido de moralidad.

### Libros
- Bloom, P. (2016). Contra la empatía: el caso de la compasión racional. Ecco[4]
- Bloom, P. (2013). Just Babies: Los orígenes del bien y del mal. The Crown Publishing Group.[5]
- Bloom, P. (2010). Cómo funciona el placer: la nueva ciencia de por qué nos gusta lo que nos gusta. Nueva York: W. W. Norton & Co.[6]
- Bloom, P. (2004). El bebé de Descartes: cómo la ciencia del desarrollo infantil explica lo que nos hace humanos. Nueva York: Basic Books.[7]
- Bloom, P. (2000). Cómo aprenden los niños el significado de las palabras. Cambridge, Massachusetts. MIT Press.
- Jackendoff, R .; Bloom, P .; Y Wynn, K. (1999). Lenguaje, lógica y conceptos: ensayos en honor a John Macnamara. Cambridge, Massachusetts: MIT Press.
- Bloom, P .; Peterson, M .; Nadel, L .; Y Garrett, M. (1996). Lenguaje y espacio. Cambridge, Massachusetts: MIT Press.
- Bloom, P. (1994). Adquisición del idioma: lecturas básicas. Cambridge, Massachusetts: MIT Press.

### Artículos populares seleccionados
- (marzo del 2014)."La guerra contra la razón", The Atlantic.
- (noviembre de 2013). "Los políticos son realmente bebés grandes". Time.
- (enero de 2012). "Religión, moralidad, evolución". Annual Review of Psychology, vol. 63.
- (mayo de 2010). "La vida moral de los bebés". Revista del New York Times.
- (septiembre de 2009). "El largo y el corto". The New York Times.
- (Agosto de 2009). "¿Qué hay dentro de una cabeza de bebé grande?" (Reseña del libro: The Philosophical Baby de Alison Gopnik). Slate.
- (Junio de 2009). "No golpear". (Reseña del libro: La evolución de Dios de Robert Wright). The New York Times.
- (Noviembre de 2008). "¿La religión te hace agradable?". Slate.
- (Noviembre de 2008). "Plural en primera persona". The Atlantic Monthly.
- (Junio de 2006). "Seducido por las luces parpadeantes del cerebro". Seed.
- (Diciembre de 2005). "¿Es Dios un accidente?" The Atlantic Monthly.